# Omalizumab
Omalizumab, được bán dưới tên thương mại Xolair, là một kháng thể nhân bản ban đầu được thiết kế để làm giảm độ nhạy cảm với dị nguyên hít hay nuốt phải, đặc biệt là trong việc kiểm soát trung bình cho bệnh hen suyễn dị ứng nghiêm trọng, khi người bệnh không đáp ứng với corticosteroid liều cao.
Ở trẻ em từ 6 đến 11 tuổi bị hen dị ứng không kiểm soát đầy đủ, sử dụng phối hợp kháng thể đơn dòng kháng IgE omalizumab (Xolair, Novartis) làm giảm đáng kể cơn hen về mặt lâm sàng và thuốc được dung nạp tốt.
" Nghiên cứu cho thấy sử dụng phối hợp omalizumab trong điều trị hiện có cải thiện kiểm soát hen cho trẻ em bị hen dị ứng nặng, không phải thêm nhiều thuốc khác, đặc biệt là Steroids".
Trẻ được điều trị omalizumab bằng cách tiêm dưới da 2 hoặc 6 tuần/lần với liều thay đổi từ 75 đến 375 mg hoặc placebo tương ứng.
Sau 24 tuần, omalizumab giảm tỷ lệ tình trạng nặng của hen có ý nghĩa về mặt lâm sàng trong khi vẫn hít corticosteroid liều cố định khoảng 31% so với nhóm sử dụng placebo. Sau 52 tuần, tỷ lệ tình trạng nặng của hen giảm có ý nghĩa về mặt lâm sàng khoảng 43% trong nhóm omalizumab so với placebo.
Các tác dụng phụ tương tự giữa hai nhóm, phổ biến nhất là viêm mũi họng, viêm xoang và nhiễm trùng đường tiểu. Hầu hết các tác dụng phụ (91%) nhẹ và vừa. Hai trẻ trong nhóm điều trị omalizumab rút lui điều trị vì nhức đầu hoặc viêm phế quản.